# Owen Herbert Mead
Owen Herbert Mead, novozelandski general, * 24. januar 1892, Dunedin, † 25. julij 1942, Tihi ocean.